# Монбенуа
Монбенуа́ (фр. Montbenoît) — коммуна во Франции, в регионе Франш-Конте, департамент Ду. Население — 391 человек (2010). Расположен в 370 км на юго-восток от Парижа, в 45 км на юго-восток от Безансона.

## География
Коммуна находится в 14 км к северу от Понтарлье в Юрских горах.

## История
Монбенуа разросся вокруг аббатства. В середине XI века отшельник по имени Бенедикт поселился на необитаемой территории, в то время покрытой лесами. В 1150 году, лорд Лэндри де Жу, передал эту территорию архиепископу Безансона Хамберу, чтобы уплатить свои долги. В двенадцатом веке члены сообщества «Канонов регулярного» заселили аббатство и начали расширять его. Позже, аббатство служило источником церковной власти вплоть до Великой французской революции.
Это сообщество имело большое значение в развитии коммуны. В течение нескольких волн переселения аббатство приютило у себя переселенцев из Савойи, швейцарских кантонов Граубюнден и Вале. Из-за большого культурного влияния швейцарцев (как следствие значительного притока швейцарского населения) и относительной изоляции от политических центров, в XV веке в местности общались на швейцарском горном диалекте немецкого языка.
К аббатству, построенному в одиннадцатом веке, вплоть до двадцатого века достраивались колокола, деревянные части. Оно отличается тем, что разные строения представляют разные архитектурные эпохи: монастыри XII и XV веков, готический хор XVI века; резные хоры, картины, две часовни эпохи возрождения. Интерьер был разграблен в XVI веке войсками Бернхарда Саксен-Веймарского, мобилизованными кардиналом Ришельё, чтобы попытаться захватить Бургундию. Из-за войн и пожаров, аббатство является единственным сохранившимся средневековым религиозным комплексом в Ду.

### Республика Соже
Монбенуа также является столицей виртуального государства Республика Соже. «Республика» была основана в 1947 году, когда во время обеда в отеле префекта департамента Ду хозяин отеля в шутку спросил разрешение на въезд в Республику Соже. Государство занимает территорию, насчитывающую 40 квадратных километров.

## Экономика
В 2010 году из 262 человек работоспособного возраста (15-64 лет) 228 были активными, 34 — неактивными (показатель активности 87,0 %, в 1999 году было 77,2 %). Из 228 активных жителей работало 213 человека (120 мужчин и 93 женщины), безработными были 15 человек (5 мужчин и 10 женщин). Из 34 неактивных 10 человек были учениками или студентами, 11 — пенсионерами, 13 были неактивными из-за других причин.
В 2010 году в муниципалитете числилось 154 налогооблагаемых домохозяйств, в которых проживало 404,5 человек.